# Sportlövészet az 1964. évi nyári olimpiai játékokon
Az 1964. évi nyári olimpiai játékokon a sportlövészetben hat versenyszámot rendeztek.

## Éremtáblázat
(A rendező ország csapata és a magyar érmesek eltérő háttérszínnel, az egyes számoszlopok legmagasabb értéke, vagy értékei vastagítással kiemelve.)
| Az 1964. évi nyári olimpiai játékok éremtáblázata sportlövészetben | Az 1964. évi nyári olimpiai játékok éremtáblázata sportlövészetben | Az 1964. évi nyári olimpiai játékok éremtáblázata sportlövészetben | Az 1964. évi nyári olimpiai játékok éremtáblázata sportlövészetben | Az 1964. évi nyári olimpiai játékok éremtáblázata sportlövészetben | Olimpia  |
| ------------------------------------------------------------------ | ------------------------------------------------------------------ | ------------------------------------------------------------------ | ------------------------------------------------------------------ | ------------------------------------------------------------------ | -------- |
|                                                                    | Ország                                                             | Arany                                                              | Ezüst                                                              | Bronz                                                              | Összesen |
| 1.                                                                 | Egyesült Államok (USA)                                             | 2                                                                  | 2                                                                  | 3                                                                  | 7        |
| 2.                                                                 | Finnország (FIN)                                                   | 2                                                                  | 0                                                                  | 0                                                                  | 2        |
| 3.                                                                 | Magyarország (HUN)                                                 | 1                                                                  | 0                                                                  | 1                                                                  | 2        |
| 4.                                                                 | Olaszország (ITA)                                                  | 1                                                                  | 0                                                                  | 0                                                                  | 1        |
|                                                                    |                                                                    |                                                                    |                                                                    |                                                                    |          |
| 5.                                                                 | Szovjetunió (URS)                                                  | 0                                                                  | 2                                                                  | 0                                                                  | 2        |
| 6.                                                                 | Bulgária (BUL)                                                     | 0                                                                  | 1                                                                  | 0                                                                  | 1        |
| 6.                                                                 | Románia (ROU)                                                      | 0                                                                  | 1                                                                  | 0                                                                  | 1        |
|                                                                    |                                                                    |                                                                    |                                                                    |                                                                    |          |
| 8.                                                                 | Csehszlovákia (TCH)                                                | 0                                                                  | 0                                                                  | 1                                                                  | 1        |
| 8.                                                                 | Japán (JPN)                                                        | 0                                                                  | 0                                                                  | 1                                                                  | 1        |
|                                                                    |                                                                    |                                                                    |                                                                    |                                                                    |          |
| Összesen                                                           | Összesen                                                           | 6                                                                  | 6                                                                  | 6                                                                  | 18       |

## Érmesek
| Az 1964. évi nyári olimpiai játékok érmesei sportlövészetben |                                               |                                               |                                                   |
| Versenyszám                                                  | Arany                                         | Ezüst                                         | Bronz                                             |
| Gyorstüzelő pisztoly 25 m                                    | Pentti Linnosvuo · Finnország (FIN) · 592     | Ion Tripşa · Románia (ROU) · 591              | Lubomír Nácovský · Csehszlovákia (TCH) · 590      |
| Sportpisztoly 50 m                                           | Väinö Markkanen · Finnország (FIN) · 560      | Franklin Green · Egyesült Államok (USA) · 557 | Josikava Josihisza · Japán (JPN) · 554            |
| Kisöbű puska fekvő 50 m                                      | Hammerl László · Magyarország (HUN) · 597     | Lones Wigger · Egyesült Államok (USA) · 597   | Tommy Pool · Egyesült Államok (USA) · 596         |
| Kisöbű puska összetett                                       | Lones Wigger · Egyesült Államok (USA) · 1164  | Velicsko Velicskov · Bulgária (BUL) · 1152    | Hammerl László · Magyarország (HUN) · 1151        |
| Nagyöbű sportpuska összetett 300 m                           | Gary Anderson · Egyesült Államok (USA) · 1153 | Sota Kveliasvili · Szovjetunió (URS) · 1144   | Martin Gunnarsson · Egyesült Államok (USA) · 1136 |
| Trap                                                         | Ennio Mattarelli · Olaszország (ITA) · 198    | Pāvels Seničevs · Szovjetunió (URS) · 194     | William Morris · Egyesült Államok (USA) · 194     |